# Geotaxia
A geotaxia ou gravitaxia é o movimento direccional de um organismo, usando a gravidade como forma de orientação.
A geotaxia pode ser vista em microorganismos como a Euglena, ou  em espécie de animais como a Drosophila ou larvas de Lithodes aequispinus.